# Rheumaptera ithys
Rheumaptera ithys là một loài bướm đêm trong họ Geometridae.